# Versorgungsturm

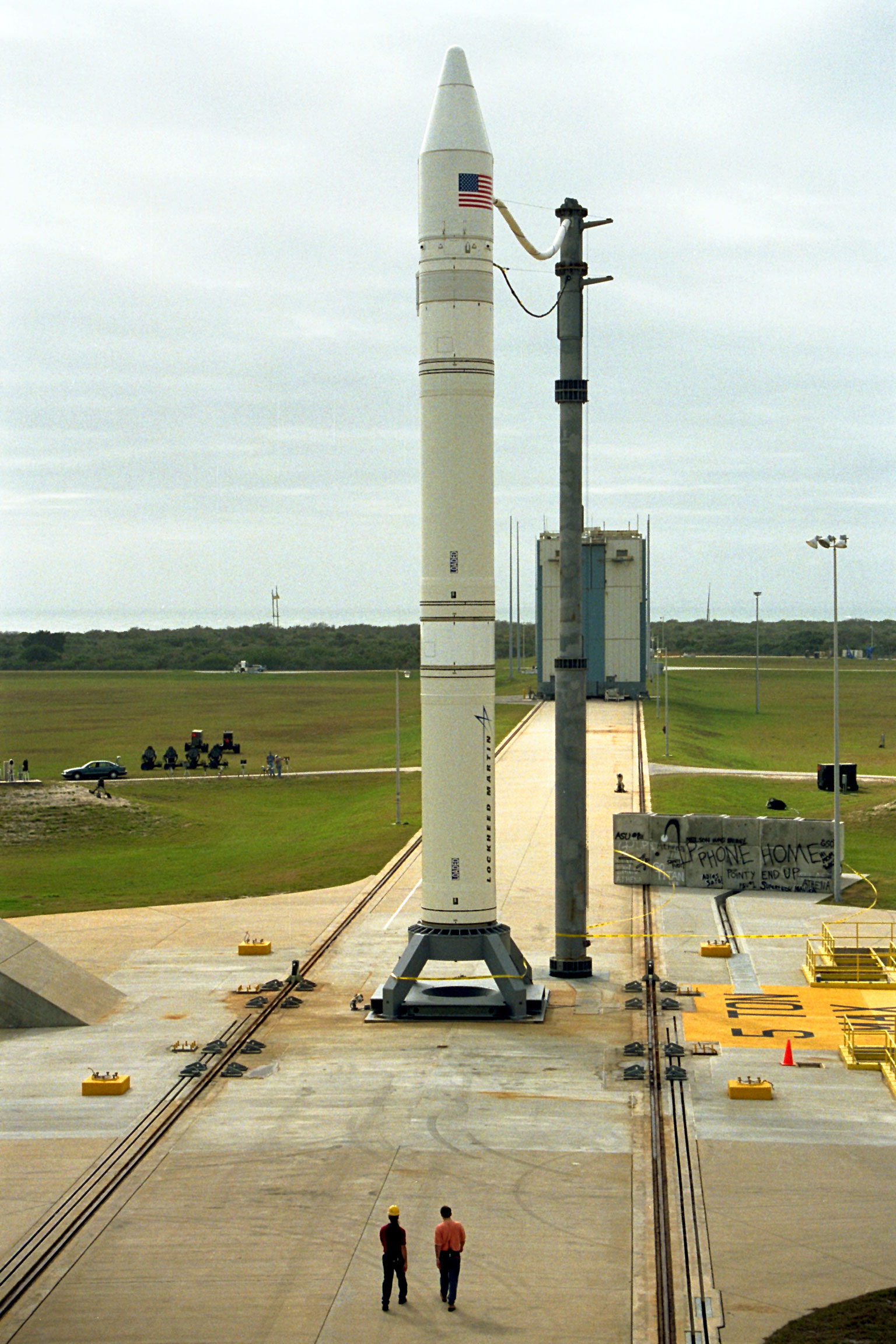
Versorgungsturm einer Athena-2-Rakete

Ein Versorgungsturm ist eine Konstruktion auf der Startrampe einer Rakete, über die diese betankt wird und bis zum Start mit Strom versorgt wird. Er wird vom Startturm unterschieden. Bei bemannten Raketen ermöglicht der Versorgungsturm auch den Astronauten über einen eingebauten Aufzug und einen wegklappbaren Steg den Zugang zum Raumschiff. Außerdem ermöglicht der Versorgungsturm auch den Zugang zum Zweck der Wartung der Rakete. Kurz vor dem Start der Rakete werden alle Kabelverbindungen gelöst und alle zur Rakete führenden Laufstege und Rohrbrücken weggeschwenkt. Im Unterschied zu einem Startturm dient ein Versorgungsturm nicht zur Führung des Flugkörpers in der Startphase.